# Roberto Arrelucea
Roberto Arrelucea Alzanoa (Lima, 5 de febrero de 1960) es un exfutbolista peruano que jugaba como lateral derecho. Actualmente dirige al Club Deportivo Sociedad Tiro N° 28.

## Trayectoria
Hizo infantiles en Deportivo Municipal desde 1974 y su debut fue en Alfonso Ugarte de Puno en 1977.
Una de sus virtudes eran los goles tiro libre y de larga distancia. Fue campeón nacional con Sporting Cristal en 1988.

## Director técnico
Inició su carrera de entrenador en el Deportivo Pesquero a finales de 1996, en ese tramo final el equipo chimbotano logró salvar del descenso. 
Dirigió a diversos equipos del medio local como Juan Aurich, Unión Minas, Atlético Universidad, Deportivo Municipal y Unión Huaral.
El año 2006 obtiene la Copa Perú dirigiendo al Total Clean y el año 2007 obtiene la segunda división del Perú con el César Vallejo.
En 2020 entrenó en el Santos F. C. El año 2022 se encarga de la dirección técnica del ECOSEM de Cerro de Pasco para el torneo Copa Perú, que otorga el ascenso directo a la primera profesional del fútbol peruano. En el año 2023, se encarga de la dirección técnica de la Asociación Deportiva Agropecuaria de Jaén logrando el título de la Copa Perú y el ascenso a la Liga 2 (segunda división del Perú).

## Clubes

### Como jugador
| Club                        | País | Año       |
| --------------------------- | ---- | --------- |
| Alfonso Ugarte (Puno)       | Perú | 1977-1979 |
| Alianza Lima                | Perú | 1980      |
| Deportivo Junín             | Perú | 1981      |
| Coronel Bolognesi           | Perú | 1982      |
| Colegio Nacional de Iquitos | Perú | 1983-1985 |
| Sporting Cristal            | Perú | 1986-1989 |
| Sport Boys                  | Perú | 1990      |
| San Agustín                 | Perú | 1991      |
| Deportivo Sipesa            | Perú | 1992      |
| Deportivo Municipal         | Perú | 1993-1994 |

### Como entrenador
| Club                  | País | Año       |
| --------------------- | ---- | --------- |
| Deportivo Pesquero    | Perú | 1996-1997 |
| Universitario de Puno | Perú | 1997      |
| Juan Aurich           | Perú | 1998      |
| Unión Minas           | Perú | 1999      |
| Juan Aurich           | Perú | 2000      |
| Atlético Universidad  | Perú | 2004-2005 |
| Deportivo Municipal   | Perú | 2005      |
| Unión Huaral          | Perú | 2005-2006 |
| Total Clean           | Perú | 2006-2007 |
| César Vallejo         | Perú | 2007-2008 |
| Carlos A. Mannucci    | Perú | 2009      |
| Real Garcilaso        | Perú | 2010      |
| Alianza Atlético      | Perú | 2011      |
| Deportivo Coopsol     | Perú | 2012      |
| Carlos A. Mannucci    | Perú | 2013      |
| Deportivo Coopsol     | Perú | 2014-2015 |
| Estudiantil CNI       | Perú | 2016      |
| Alfonso Ugarte        | Perú | 2017      |
| José Gálvez           | Perú | 2017      |
| Academia Sipesa       | Perú | 2018      |
| Santos F. C.          | Perú | 2020      |
| Ecosem Pasco          | Perú | 2022      |
| ADA Jaén              | Perú | 2023      |
| Sociedad Tiro N.° 28  | 2024 |           |

## Palmarés

### Como jugador
| Título                    | Club                | País | Año  |
| ------------------------- | ------------------- | ---- | ---- |
| Primera división del Perú | Sporting Cristal    | Perú | 1988 |
| Torneo Intermedio         | Deportivo Municipal | Perú | 1993 |

### Como entrenador
| Título           | Club                      | País | Año  |
| ---------------- | ------------------------- | ---- | ---- |
| Copa Perú        | Total Clean               | Perú | 2006 |
| Segunda división | Universidad César Vallejo | Perú | 2007 |
| Copa Perú        | ADA Jaén                  | Perú | 2023 |